# Virgilius van Tuil: Omnibus
Virgilius van Tuil: Omnibus is een Nederlandstalige verzamelbundel van vier jeugdromans over de dwerg Virgilius van Tuil, geschreven door Paul Biegel en uitgegeven in 2000 bij Uitgeverij Holland in Haarlem. De eerste editie werd geïllustreerd door Sandra Klaassen. De bundel bevat de verhalen Virgilius van Tuil (1978), Virgilius van Tuil op zoek naar een taart (1979), Virgilius van Tuil en de oom uit Zweden (1980) en Virgilius van Tuil overwintert bij de mensen (1982).